# Ira Gershwin
Ira Gershwin (Nova Iorque, 6 de dezembro de 1896 — Beverly Hills, 17 de agosto de 1983) foi um letrista norte-americano que colaborou com seu irmão mais novo, o compositor George Gershwin, para criar algumas das canções mais memoráveis da língua inglesa do século XX.

## Carreira
Com George, ele escreveu mais de uma dúzia de shows da Broadway, apresentando canções como " I Got Rhythm", "Embraceable You", "The Man I Love" e "Someone to Watch Over Me". Ele também foi responsável, junto com DuBose Heyward, pelo libreto da ópera Porgy and Bess de George.
O sucesso que os irmãos Gershwin tiveram com seus trabalhos colaborativos muitas vezes ofuscou o papel criativo que Ira desempenhou. Seu domínio da composição continuou, no entanto, após a morte prematura de George. Ele escreveu canções de sucesso adicionais com os compositores Jerome Kern, Kurt Weill, Harry Warren e Harold Arlen.
Seu livro de 1959 aclamado pela crítica, Lyrics on Various Occasions, um amálgama de autobiografia e antologia comentada, é uma fonte importante para estudar a arte do letrista na era de ouro da canção popular americana.

## Musicas notáveis
- "But Not for Me"
- "Embraceable You"
- "How Long Has This Been Going On?"
- "I Can't Get Started"
- "I Got Rhythm"
- "I've Got a Crush on You"
- "Let's Call the Whole Thing Off"
- "Love Is Here To Stay"
- "The Man I Love"
- "The Man That Got Away"
- "My Ship" (musica de Kurt Weill)
- "Nice Work If You Can Get It"
- "'S Wonderful"
- "Someone to Watch Over Me"
- "Strike Up the Band"
- "They Can't Take That Away from Me"
- "They All Laughed"
- "Oh, Lady Be Good"